# جو مانغانيلو
الفنان الأمريكي جوزيف مايكل مانغانيلو أو باختصار جو مانغانيلو (بالإنجليزية: Joe Manganiello)‏ ولد في 28 ديسمبر 1976 في مدينة بيتسبرغ في ولاية بنسلفانيا، شارك في سلسلة الرجل العنكبوت.

## وصلات خارجية
- جو مانغانيلو على موقع IMDb (الإنجليزية)
- جو مانغانيلو على موقع روتن توميتوز (الإنجليزية)
- جو مانغانيلو على موقع ألو سيني (الفرنسية)
- جو مانغانيلو على موقع أول موفي (الإنجليزية)
- جو مانغانيلو على موقع قاعدة بيانات الأفلام السويدية (السويدية)
- جو مانغانيلو على موقع إن إن دي بي (الإنجليزية)
- جو مانغانيلو على موقع قاعدة بيانات الفيلم (الإنجليزية)
- جو مانغانيلو على موقع كينوبويسك (الروسية)

1. ↑  "معلومات عن جو مانغانيلو على موقع id.loc.gov". id.loc.gov. مؤرشف من الأصل في 2020-10-28.
2. ↑  "معلومات عن جو مانغانيلو على موقع moviemeter.nl". moviemeter.nl. مؤرشف من الأصل في 2020-10-28.
3. ↑  "معلومات عن جو مانغانيلو على موقع kinenote.com". kinenote.com. مؤرشف من الأصل في 2016-04-19.